# Enar Jääger
Enar Jääger (n. 18 noiembrie 1984) este un fotbalist profesionist eston care joacă pe postul de  fundaș pentru echipa națională a Estoniei. Jääger joacă în principal pe postul de fundaș dreapta, dar poate juca și ca fundaș central.

## Cariera pe echipe

### Flora
Jääger și-a făcut debutul în primul eșalon din Estonia, Esiliiga, pe 2 aprilie 2000, jucând pentru Lelle, echipă afiliată a lui Flora, într-o înfrângere scor 3-1 cu Merkuur Tartu. În decembrie 2000, s-a transferat la echipa de rezerve a lui Flora, Valga. Jääger a debutat pentru Flora în Meistriliiga la 4 noiembrie 2001, într-o victorie cu 3-0 în deplasare cu Lootus. A câștigat titlul Meistriliiga în sezonul 2003.

### Torpedo Moscova
La 3 februarie 2005, Jääger a semnat un contract de trei ani cu clubul rus din Premier League Torpedo Moscova pentru o sumă de transfer care nu a fost dată publicității, devenind al treilea jucător eston din echipă după Andres Oper și Andrei Stepanov. El și-a făcut debutul în Prima Ligă rusă pe 13 martie, într-o victorie de 3-1 cu Rostov.

### Aalesund
La 8 martie 2007, Jääger a semnat un contract pe doi ani și jumătate cu clubul norvegian Aalesund. El a debutat în Tippeligaen pe 16 mai 2007, într-o victorie cu 4-0 în fața lui Strømsgodset.

### Ascoli
La 19 iulie 2009, Jääger a semnat cu clubul din Serie B, Ascoli, un contract de trei ani. El a debutat în Serie B pe 21 august 2009, într-un meci scor 1-1 împotriva lui Gallipoli. Jääger nu a reușit să devină un titular la Ascoli, iar clubul i-a reziliat contractul la 31 ianuarie 2010, după ce a jucat în doar cinci meciuri de campionat.

### Întoarcerea la Aalesund
După ce a respins o ofertă din partea clubului de Major League Soccer New York Red Bulls, Jääger s-a întors în Norvegia, unde a semnat un contract pe doi ani cu Aalesund la 5 martie 2010. La 6 noiembrie 2011, Jääger a marcat primul gol în victoria lui Aalesund cu 2-1 asupra lui Brann din finala Cupei Norvegiei, câștigând primul său trofeu cu clubul. El nu și-a prelungit contractul după sezonul 2011.
La 5 ianuarie 2012, Jääger a trecut testele medicale făcute pentru clubul de Ekstraklasa Lechia Gdańsk, dar a respins oferta echipei pentru că a așteptat oferte mai bune A dat probe apoi pentru echipa scoțiană Rangers. Managerul de la Rangers, Ally McCoist, a fost impresionat de Jääger și dorea să-l aducă, dar clubul nu a reușit să-și elibereze bugetul de salarii ca să-și permită să-i facă o ofertă. În ciuda interesului arătat din partea echipelor de Championship Crystal Palace și Leeds United și a lui Charlton Athletic, Jääger nu a reușit să obțină un contract până în martie 2012.
La 13 martie 2012, Jääger a semnat un contract de un an cu Aalesund, după ce a primit o ofertă îmbunătățită de la fostul său club.

### Lierse
La 15 iulie 2013, Jääger a semnat un contract pe un an cu clubul din Pro League Lierse, cu o opțiune de prelungire pentru încă un an. El a debutat pentru club la 27 iulie, într-un meci pierdut scor 1-2 cu Zulte Waregem.

### Întoarcerea a Flora
La decembrie 2014, Jääger a fost primit de stafful lui Flora la antrenamente. La 5 martie 2015, el a semnat un contract de un an cu clubul. Jääger a fost numit capitanul echipei înainte de sezonul 2015.

### Vålerenga
La 18 august 2015, Jääger a semnat cu clubul de Tippeligaen Vålerenga pentru restul sezonului 2015. El și-a făcut debutul pentru Vålerenga pe 28 august, în deplasare scor 0-2 la fostul său club Aalesund. La 4 ianuarie 2016, Jääger și-a prelungit contractul pentru un an. La 30 martie 2017, și-a prelungit contractul pentru încă un an.

## Cariera internațională
Jääger și-a început cariera de tineret în 2000 cu echipa din Estonia sub 16 ani. El a reprezentat, de asemenea, echipele naționale sub 19 ani, sub 20 ani și sub 21 ani.
Jääger a debutat pentru echipa mare a Estoniei la 12 octombrie 2002, când a intrat în locul lui Marko Kristal în minutul 69 într-o victorie cu 3-2 acasă cu Noua Zeelandă într-un amical. El a jucat cel de-al 100-lea meci pentru Estonia pe 19 noiembrie 2013, la o zi după ce a împlinit vârsta de 29 de ani, într-o victorie scor 3-0 împotriva Liechtensteinului.

## Statistici privind cariera

### Club
Începând cu data de 4 decembrie 2018
| Club           | Sezon     | Campionat          | Campionat | Campionat | Cupă    | Cupă   | Europae | Europae | Altele  | Altele | Total   | Total  |
| Club           | Sezon     | Divizie            | Meciuri   | Goluri    | Meciuri | Goluri | Meciuri | Goluri  | Meciuri | Goluri | Meciuri | Goluri |
| -------------- | --------- | ------------------ | --------- | --------- | ------- | ------ | ------- | ------- | ------- | ------ | ------- | ------ |
| Lelle          | 2000      | Esiliiga           | 25        | 0         |         |        | —       | —       | —       | —      | 25      | 0      |
| Tervis Pärnu   | 2000      | Esiliiga           | 2         | 0         |         |        | —       | —       | —       | —      | 2       | 0      |
| Tervis Pärnu   | 2003      | Esiliiga           | 6         | 0         | 0       | 0      | —       | —       | 0       | 0      | 6       | 0      |
| Tervis Pärnu   | Total     | Total              | 8         | 0         | 0       | 0      | —       | —       | 0       | 0      | 8       | 0      |
| Valga          | 2001      | Esiliiga           | 21        | 1         | 1       | 0      | —       | —       | 1       | 0      | 23      | 1      |
| Valga          | 2002      | Esiliiga           | 13        | 0         | 0       | 0      | —       | —       | —       | —      | 13      | 0      |
| Valga          | Total     | Total              | 34        | 1         | 1       | 0      | —       | —       | 1       | 0      | 36      | 1      |
| Flora          | 2001      | Meistriliiga       | 1         | 0         | 0       | 0      | 0       | 0       | —       | —      | 1       | 0      |
| Flora          | 2003      | Meistriliiga       | 22        | 1         | 3       | 0      | 2       | 0       | 1       | 0      | 28      | 1      |
| Flora          | 2004      | Meistriliiga       | 25        | 1         | 5       | 0      | 2       | 0       | 5       | 0      | 37      | 1      |
| Flora          | Total     | Total              | 48        | 2         | 8       | 0      | 4       | 0       | 6       | 0      | 66      | 2      |
| Torpedo Moscow | 2005      | Prima Ligă Rusă    | 13        | 0         | 3       | 0      | —       | —       | —       | —      | 16      | 0      |
| Torpedo Moscow | 2006      | Prima Ligă Rusă    | 22        | 0         | 6       | 0      | —       | —       | —       | —      | 28      | 0      |
| Torpedo Moscow | Total     | Total              | 35        | 0         | 9       | 0      | —       | —       | —       | —      | 44      | 0      |
| Aalesund       | 2007      | Tippeligaen        | 19        | 0         | 4       | 0      | —       | —       | —       | —      | 23      | 0      |
| Aalesund       | 2008      | Tippeligaen        | 23        | 1         | 3       | 0      | —       | —       | 2       | 0      | 28      | 1      |
| Aalesund       | 2009      | Tippeligaen        | 16        | 0         | 3       | 0      | —       | —       | —       | —      | 19      | 0      |
| Aalesund       | Total     | Total              | 58        | 1         | 10      | 0      | —       | —       | 2       | 0      | 70      | 1      |
| Ascoli         | 2009–2010 | Serie B            | 5         | 0         | 0       | 0      | —       | —       | —       | —      | 5       | 0      |
| Aalesund       | 2010      | Tippeligaen        | 26        | 0         | 2       | 0      | 1       | 0       | 0       | 0      | 29      | 0      |
| Aalesund       | 2011      | Tippeligaen        | 27        | 2         | 5       | 0      | 7       | 0       | —       | —      | 39      | 2      |
| Aalesund       | 2012      | Tippeligaen        | 25        | 0         | 1       | 0      | 2       | 0       | —       | —      | 28      | 0      |
| Aalesund       | Total     | Total              | 78        | 2         | 8       | 0      | 10      | 0       | 0       | 0      | 96      | 2      |
| Lierse         | 2013–2014 | Belgian Pro League | 22        | 0         | 0       | 0      | —       | —       | —       | —      | 22      | 0      |
| Flora          | 2015      | Meistriliiga       | 16        | 0         | 3       | 0      | 2       | 0       | —       | —      | 21      | 0      |
| Vålerenga 2    | 2017      | 2. divisjon        | 1         | 0         | —       | —      | —       | —       | —       | —      | 1       | 0      |
| Vålerenga 2    | 2018      | 2. divisjon        | 3         | 0         | —       | —      | —       | —       | —       | —      | 3       | 0      |
| Vålerenga 2    | Total     | Total              | 4         | 0         | —       | —      | —       | —       | —       | —      | 4       | 0      |
| Vålerenga      | 2015      | Tippeligaen        | 9         | 2         | 0       | 0      | —       | —       | —       | —      | 9       | 2      |
| Vålerenga      | 2016      | Tippeligaen        | 11        | 1         | 3       | 0      | —       | —       | —       | —      | 14      | 1      |
| Vålerenga      | 2017      | Eliteserien        | 27        | 2         | 5       | 1      | —       | —       | —       | —      | 32      | 3      |
| Vålerenga      | 2018      | Eliteserien        | 3         | 0         | 0       | 0      | —       | —       | —       | —      | 3       | 0      |
| Vålerenga      | Total     | Total              | 50        | 5         | 8       | 1      | —       | —       | —       | —      | 58      | 6      |
| Total          | Total     | Total              | 383       | 11        | 47      | 1      | 16      | 0       | 9       | 0      | 455     | 12     |

### Internațional
Începând cu 4 decembrie 2018 
| Echipa națională | An    | Meciuri | Goluri |
| ---------------- | ----- | ------- | ------ |
| Estonia          |       |         |        |
| 2002             | 1     | 0       |        |
| 2003             | 9     | 0       |        |
| 2004             | 12    | 0       |        |
| 2005             | 11    | 0       |        |
| 2006             | 7     | 0       |        |
| 2007             | 10    | 0       |        |
| 2008             | 9     | 0       |        |
| 2009             | 10    | 0       |        |
| 2010             | 5     | 0       |        |
| 2011             | 11    | 0       |        |
| 2012             | 5     | 0       |        |
| 2013             | 10    | 0       |        |
| 2014             | 11    | 0       |        |
| 2015             | 8     | 0       |        |
| 2016             | 2     | 0       |        |
| 2017             | 5     | 0       |        |
| Total            | Total | 126     | 0      |

## Titluri

### Club
Valga
- Esiliiga: 2002

Floră
- Meistriliiga: 2003
- Supercupa Estoniei: 2003, 2004

Aalesund
- Cupa Norvegiei: 2011